# كصكيص
كصكيص قرية سوريّة تتبع إداريّاً لمحافظة حلب منطقة دير حافر ناحية كويرس شرقي، بلغ تعداد سكانها 954 نسمة حسب التعداد السكاني لعام 2004.